# Jules Raulin
Pour les articles homonymes, voir Raulin.
Jules Raulin, né le 6 septembre 1836 à Mézières et mort le 26 mai 1896  à Lyon, est un chimiste et biologiste français.

## Biographie
Il commence sa carrière dans l'enseignement comme maître répétiteur au collège de Sedan puis au lycée de Douai et intègre l'École normale supérieure en 1857. Devenu professeur de physique et de chimie, il enseigne ces disciplines nouvelles au lycée de Brest puis de Caen.
Il est repéré par Louis Pasteur qui le fait venir à Alès de 1865 à 1869 pour travailler avec lui sur la maladie du ver à soie qui décime les élevages du sud de la France et fin 1869, il prend la direction du laboratoire parisien de Pasteur pour travailler sur la bière, ses maladies et sa fabrication, jusqu'à janvier 1876.
En 1876, il est nommé professeur de chimie industrielle à la Faculté des sciences de Lyon où ce nouvel enseignement vient d'être créé.
Il fonde en 1883 l'École supérieure de chimie industrielle de Lyon, à l'origine de l'École supérieure chimie physique électronique de Lyon. En 1886, il étend l'enseignement à la chimie agricole en fondant à Pierre Bénite une station agronomique.
En 1894, deux ans avant sa mort, il est élu à la section Sciences de l'académie des Sciences, Belles-Lettres et Arts de Lyon

## Distinction et hommages
Jules Raulin est fait Chevalier de la Légion d'honneur le 9 juillet 1886.
Un bâtiment de l’université Claude-Bernard-Lyon-I porte le nom de « Jules-Raulin », ainsi que la rue Raulin dans le 7e arrondissement de Lyon, une rue de Charleville-Mézières et une rue de Versailles.